# Richard Voigt (Politiker)
Richard Voigt (* 7. Juni 1895 in Braunschweig; † 10. März 1970 in Hannover) war ein deutscher Politiker (SPD).

## Leben und Wirken
Nach dem Besuch der Volksschule absolvierte Voigt von 1910 bis 1915 das Lehrerseminar in Braunschweig. Er nahm als Soldat am Ersten Weltkrieg teil, wurde schwer verwundet und arbeitete seit 1916 als Lehrer in Braunschweig. Von 1923 bis 1925 hatte er eine Tätigkeit als Erzieher am Großen Waisenhaus in Braunschweig inne. 1928 wurde er Schulrat in Helmstedt, aber bereits 1931 von der Braunschweiger Regierung, an der die NSDAP beteiligt war, aus dem Amt entlassen. Während der Zeit des Nationalsozialismus durfte er nicht im Schuldienst tätig sein und arbeitete daher als Handelsvertreter und Versicherungskaufmann, bis er 1944 in ein Konzentrationslager gebracht wurde. Nach Kriegsende übte er diese Tätigkeiten bis 1954 weiter aus.
Voigt hatte sich während der Zeit der Weimarer Republik der SPD angeschlossen, war seit 1925 Ratsmitglied der Stadt Braunschweig und 1933 bis zur erzwungenen Mandatsniederlegung nach der nationalsozialistischen Machtergreifung kurzzeitig Mitglied des Braunschweigischen Landtages.
Nach dem Zweiten Weltkrieg beteiligte er sich am Wiederaufbau der SPD. Er wurde 1945 Landrat und später Oberkreisdirektor im Landkreis Helmstedt. Von 1951 bis 1967 gehörte er als Abgeordneter dem Niedersächsischen Landtag an. Am 10. Dezember 1948 wurde er als niedersächsischer Kultusminister in die von Ministerpräsident Hinrich Wilhelm Kopf geführte Landesregierung berufen. Am 26. Mai 1955 schied er nach der Bildung einer Koalition der bürgerlichen Parteien aus dem Amt. Nach der Landtagswahl am 12. Mai 1959 wurde Voigt erneut zum Kultusminister ernannt und hatte in dieser Funktion maßgeblichen Einfluss auf die Form und den Inhalt des Konkordats zwischen der niedersächsischen Landesregierung und dem Vatikan. Am 12. Juni 1963 schied er aus dem Amt des Kultusministers und wurde in dieser Funktion durch den FDP-Politiker Hans Mühlenfeld abgelöst.
Sein Sohn, der Maler und Grafiker Peter Voigt, war erster Rektor der Hochschule für Bildende Künste Braunschweig.